# 的川 (小惑星)
的川（まとがわ、6526 Matogawa）は、小惑星帯にある小惑星。北海道の円舘金と渡辺和郎が発見した。
日本の宇宙工学者の的川泰宣に因み名付けられた。